# Rohrbach Ro XII
Rohrbach Ro XII Roska – projekt ciężkiego bombowca niemieckiego z końca lat 20. XX wieku.  Samolot został zaprojektowany w zakładach Rohrbach Metall-Flugzeugbau, ale nie spełniał założeń Heereswaffenamt (Departament Armii ds. Uzbrojenia) i nie wszedł do produkcji seryjnej.

## Historia
W 1926 sekcja lotnicza Heereswaffenamt sformułowana założenia techniczne na czterosilnikowy, nocny bombowiec. Zamówienie zatytułowane „Wa 6, Nr. 772/3/27 Gekadoz-Z” nazywane było popularnie jako „Gronabo” (Großer Nachtbomber - duży nocny bombowiec). Według założeń Heereswaffenamt miał być to duży, czterosilnikowy samolot ze skrzydłami wolnonośnymi o prędkości maksymalnej wynoszącej przynajmniej 320 km/h na wysokości 5000 metrów.
Do konkursu na nowy samolot zostały zaproszone trzy firmy - Dornier, Junkers i Rohrbach. W zakładach Rohrbacha powstał projekt Ro XII Roska, a w późniejszym czasie w zakładach Dorniera powstał Projekt P 33 wyprodukowany jako Dornier Do 19, w Junkersie zaprojektowano bombowiec Ju 89, a w.
Ro XII miał konstrukcję konwencjonalną, całkowicie metalową, ze skrzydłami w układzie średniopłata i podwoziem stałym.
W zależności od źródeł rozmiary samolotu określane są następująco - rozpiętość skrzydeł 38,30/43,05 m i długość 20,50/21,60 m.  Samolot miał być napędzany czterema silnikami rzędowymi o mocy 600 KM. Z powodu zbyt niskiej mocy silników prędkość maksymalna samolotu była szacowana na 260 km/h i nie spełniał on założeń konkursu. W zakładach Rohrbacha powstał tylko jeden model samolotu i w maju 1927 Heereswaffenamt anulował dalszy kontrakt rozwojowy na konstrukcję ten maszyny.